# Osvald Käpp
Osvald Käpp   (Tallinn, 17 de febrer de 1905 - Nova York, 22 de desembre de 1995) va ser un lluitador estonià, que combinà la lluita grecoromana i la lluita lliure, que va competir durant les dècades de 1920 i 1930. Va prendre part en tres edicions dels Jocs Olímpics, el 1924, 1928 i 1932. Als Jocs d'Amsterdam de 1928 guanyà la medalla d'or en la categoria del pes lleuger del programa de lluita lliure. El 1929, durant la Gran Depressió, emigrà als Estats Units, on guanyà tres campionats de l'AAU. Als Jocs de Los Angeles de 1932, tot i que s'havia retirat de la competició el 1931, va disputar dues proves i fou el banderer en la cerimònia inaugural de la curta delegació estònia.
En el seu palmarès també destaquen una medalla de plata i una de bronze al Campionat d'Europa de lluita, el 1926 i 1927.